# Vaucouleurs (rivière)
Pour les articles homonymes, voir Vaucouleurs.
La Vaucouleurs est une rivière des Yvelines (France), longue de 21,9 kilomètres, affluent de rive gauche de la Seine. Son bassin versant couvre 18 440 hectares et concerne environ 30 000 personnes.

## Hydronymie
- La Vaucouleurs est nommée ripa Medante fluminis vers 829 dans le Polyptyque de l'abbaye Saint-Germain-des-Prés[3]. La Fluminis Medanta[4], nom gaulois, qui a probablement donnée son nom à Mantes : Medonta castri, Medanta villa v. 1272[5],[4],[6].

- Vaucouleur v. 1757[7], Rivière de Vaucouleur(s) 1783[8], La Vaucouleurs 1801[9], Les deux rives de la Vaucouleurs 1830[10], La Vaucouleur 1844[3].

Le nom de « Vaucouleur(s) » est de l'a.fr. mentionné Vaucolor dans la Chanson des Quatre fils Aymon, écrite vers 1190. Vallicolore 1235 et Vaucolour 1264 (Vaucouleurs, Meuse). La latinisation médiévale ferait croire qu'il signifierait « val coloré », ce qui est peu probable. Peut-être une confusion de lecture des clercs Colubra (couleuvre, serpent) qui donne vallis Coluuris > Couleuvre, mais  aussi Coluuris > Coloris.
Peut-être de la racine gauloise ou latine col, prototype de « couler » et ce serait alors la « vallée où coule une rivière »[réf. nécessaire].

## Le cours de la Vaucouleurs
Elle prend sa source dans la commune de Boissets, à 120 m d'altitude, aux confins du département des Yvelines et coule en direction du nord en arrosant les communes de Civry-la-Forêt, Montchauvet, Courgent, Septeuil, Rosay, Villette, Vert, Auffreville-Brasseuil et Mantes-la-Ville où elle se jette dans la Seine, à 17 mètres d'altitude, après avoir traversé la zone industrielle.
La Vaucouleurs reçoit deux affluents notables : à Montchauvet, sur sa rive gauche, le ru d'Houville  (10,2 km), et à Septeuil, sur sa rive droite, la Flexanville (11,1 km) qui prend sa source dans la commune du même nom, grossie elle-même de plusieurs ruisseaux affluents, le ru du Moulin de l'Étang, le ru des Abbesses, le ruisseau de Péreuse, le ru de l'Aunay et le ruisseau de Prunay.

## Hydrologie

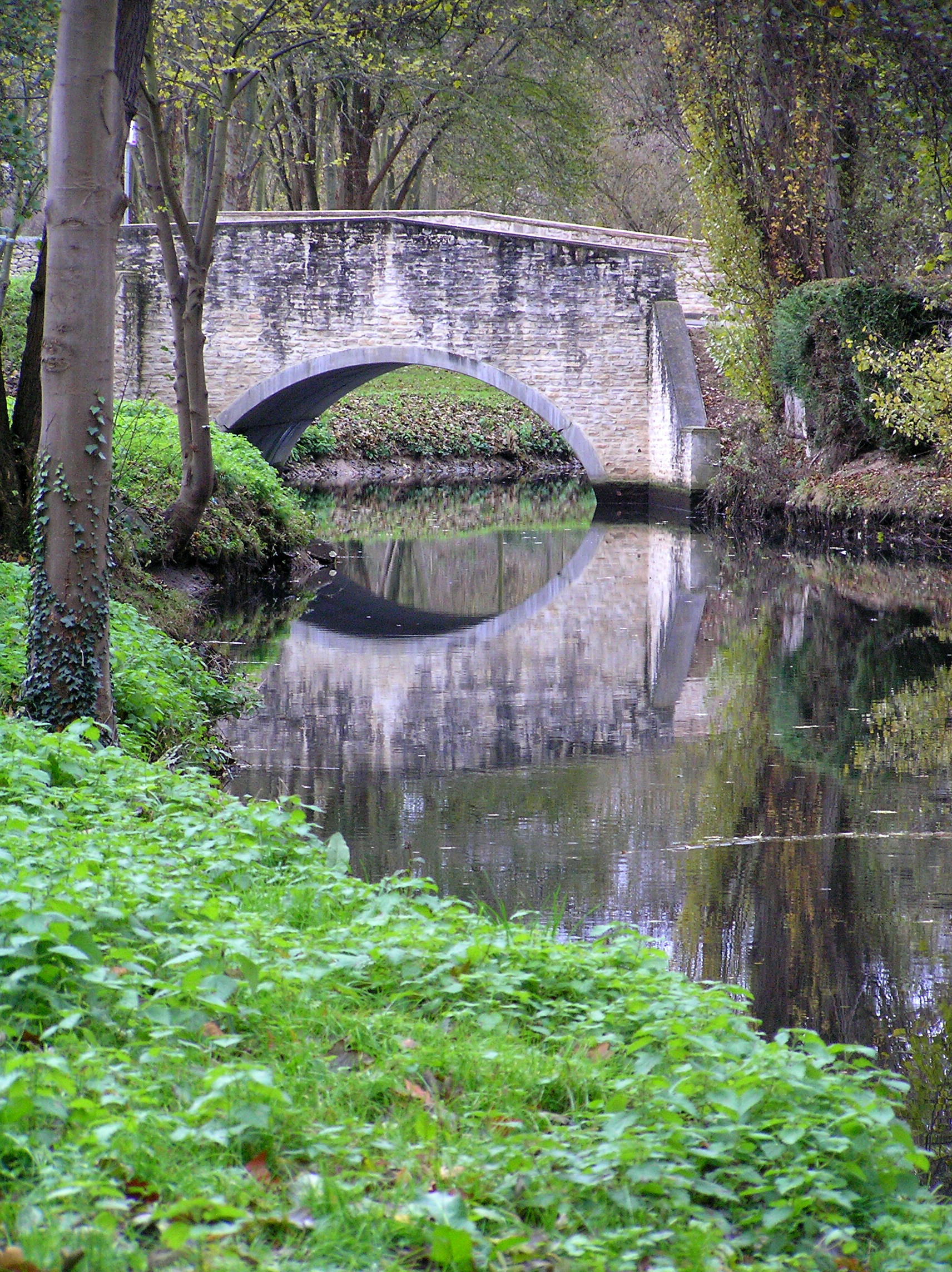
La Vaucouleurs à Auffreville-Brasseuil.

Malgré la brièveté de son cours, la Vaucouleurs est sujette à des crues subites liées aux orages, suivies de décrues tout aussi rapides, qui la font parfois comparer à un torrent de montagne, mais qui sont susceptibles de causer des dégâts importants dans la partie basse de son cours fortement urbanisé. Les dernières crues notables sont intervenues en mars 1989, décembre 2000 et mars 2001. Des capteurs ont été installés en amont à Septeuil et Courgent pour donner l'alerte en cas de crue.

## Gestion
Le syndicat mixte de la rivière Vaucouleurs (SMRV) regroupe les communes d'Auffreville-Brasseuil, Courgent, Mantes-la-Ville, Rosay, Septeuil, Vert, Villette, ainsi que le syndicat de la Flexanville. Il a été créé en 1980, son siège est fixé à Septeuil. Il est notamment chargé de la police des eaux et des travaux d'aménagement et d'entretien en vue de faciliter l'écoulement des eaux.
Le réseau hydrographique géré par le SRMV comprend outre la Vaucouleurs (de Courgent à Mantes-la-Ville), la Flexanville, le ru d'Orgerus, le ru de I'Aunay, le ru de Prunay, le ruisseau de Pereuse et le ru Morand.

## Histoire

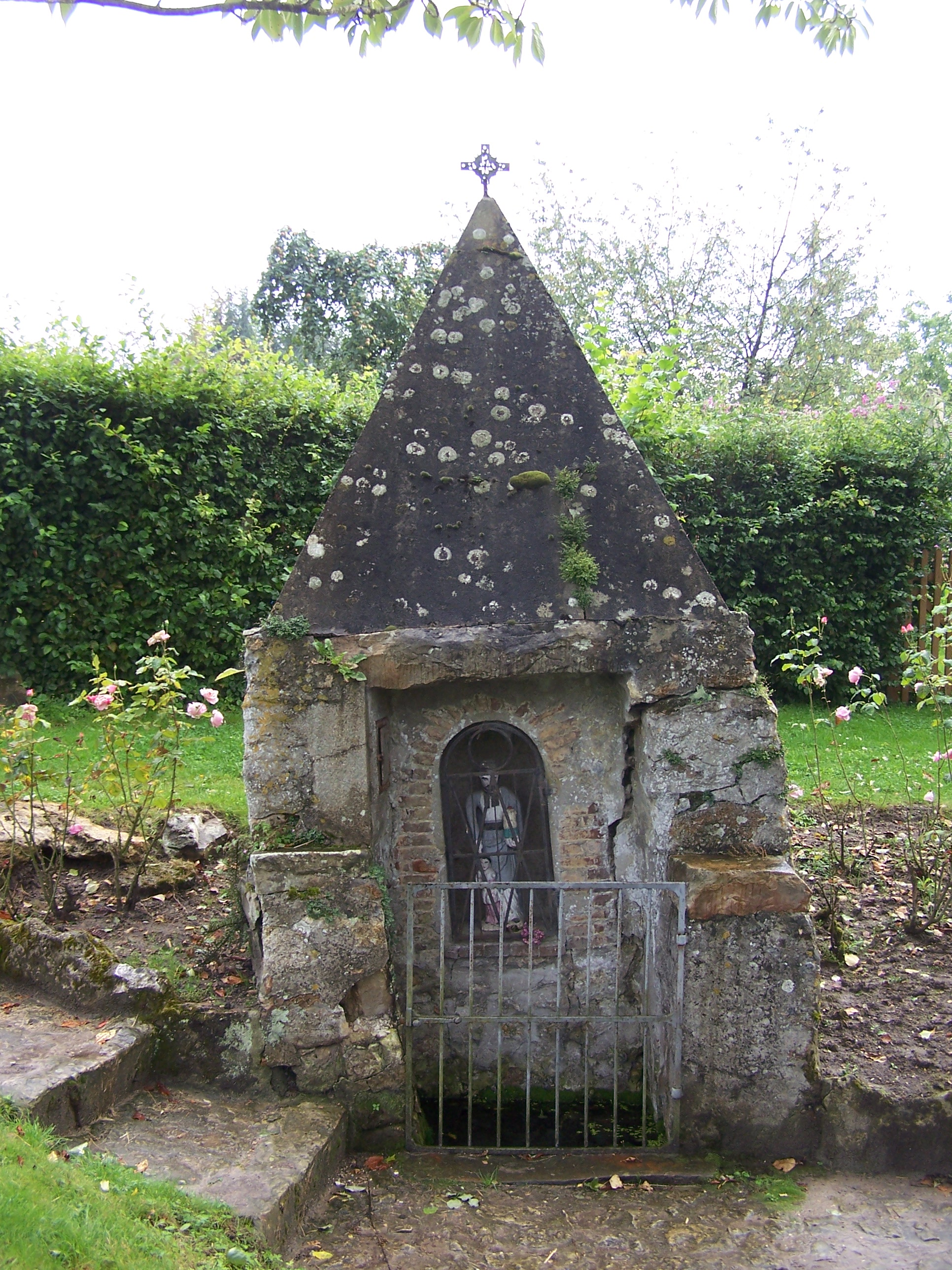
Oratoire de Saint-Odon à Boissets.

La source de la Vaucouleurs, qui se situe près du chevet de l'église de Boissets, était considérée comme miraculeuse et faisait autrefois l'objet de pèlerinages lors des périodes de sècheresse. Un oratoire à toit pyramidal, dédié à saint Odon, deuxième abbé de Cluny, fut édifié à l'emplacement de la source au Moyen Âge. Une niche surmontant la source abrite une statue colorée du saint.
À partir de Brasseuil et jusqu'à la Seine, le cours de la Vaucouleurs est doublé par un bras forcé long de 7,5 km, dont le creusement, à une date inconnue, est attribué à des moines. Il fut surnommé le Mauru, soit le « mauvais ru » et s'appelle aujourd'hui le Moru. Il alimentait de nombreux moulins qui ont pour la plupart disparu à la fin du XIXe siècle. L'un des rares encore en activité est le moulin de Brasseuil.